# Agata Kristi
Agata Kristi (en ruso: Агата Кристи) fue una banda de rock soviética y rusa, una de las más populares del país en el medio y en la segunda mitad de la década de 1990. Fundada en 1985 en Sverdlovsk (actualmente Ekaterimburgo) por Vadim Samoilov, Alexander Kozlov y Peter Mai llamada RTF RLE, oficialmente la historia del grupo se cuenta desde el concierto del 20 de febrero de 1988. Durante la grabación del álbum Vtoroy front a principios del mismo año, el hermano menor de Vadim Gleb se unió al grupo. Posteriormente, la composición del grupo cambió muchas veces, pero sus líderes y vocalistas permanecieron invariablemente como los hermanos Samoilov. Ellos, junto con Alexander Kozlov, son los autores de todas las canciones de Agata Kristi.
La banda tiene diez álbumes de estudio, cinco compilaciones, dos álbumes con remixes, tres maxisencillos, dieciocho videoclips. En 2009, los músicos anunciaron el final de la existencia de la banda y realizaron una gira final por Rusia y el extranjero cercano. El último álbum de la banda fue grabado en el verano de 2010, Epilog, y puso fin a la gira del mismo nombre. La banda tocó un concierto de despedida en el festival Nashestvie.
Después del colapso de Agata Kristi, Gleb Samoilov junto con el teclista Konstantin Bekrevym y el batería Dmitry Khakimov, que tocó en Agata en 2008, creó el grupo "Gleb Samoyloff & The Matrixx» (más tarde, simplemente The Matrixx).

## Nombre
El nombre del grupo apareció en 1987. Dado que ninguno de los miembros de la banda podía encontrar ningún nombre original, Vadim Samoilov se ofreció a nombrarlo en honor a Jacques-Yves Cousteau, de quien era fan entonces, pero su idea no era compatible. A la hora de hablar sobre el uso del nombre de otra persona famosa, Alexander Kozlov sugirió a la escritora inglesa Agatha Christie, a pesar de que nunca le gustaron sus novelas de detectives. Uno de los motivos de este nombre, tal vez, fue que sus iniciales, AK, coincidieron con las suyas propias.